# Polymixia longispina
Espèce
Statut de conservation UICN

 LC  : Préoccupation mineure
 octobre 2018 
Polymixia longispina est une espèce de poissons marins de la famille des Polymixiidae.

## Répartition
Polymixia longispina se croise surtout le long des côtes japonaises, ainsi que des côtes coréennes et du Nord de la Chine.

## Description
Polymixia longispina peut mesurer jusqu'à 142 mm. C'est un poisson à nageoires rayonnées, qui capture ses proies en les avalant.

## Systématique
Le nom valide complet (avec auteur) de ce taxon est Polymixia longispina Deng (d), Xiong (d) & Zhan (d), 1983.
Polymixia longispina a pour synonyme :
- Polymixia kawadae Okamura & Ema, 1985

### Étymologie
Son épithète spécifique, du latin longus, « long », spina, « épine », fait probablement référence à la longueur du quatrième rayon de la nageoire anale, dépassant le diamètre de l'œil, comparativement à la taille nettement plus petite de ce même rayon pour l'espèce Polymixia fusca.

### Publication originale
- (zh) Si-ming Deng, Guo-qiang Xiong et Hong-xi Zhan, « 东海深海鱼类两新种 » [« Deux nouvelles espèces de poissons des profondeurs de la mer de Chine orientale (Two new species of deep sea fishes from the East China Sea) »], Acta Zootaxonomica Sinica, Chine, vol. 8, no 3,‎ juillet 1983, p. 317-322 (ISSN 1000-0739).